# An Phú, Gia Lai
An Phú là một phường thuộc tỉnh Gia Lai, Việt Nam.
Theo Nghị quyết số 1664/NQ-UBTVQH15 năm 2025, giải thể thuộc thành phố Pleiku và thành lập phường An Phú trên cơ sở hợp nhất toàn bộ diện tích tự nhiên và dân số của 3 đơn vị hành chính thuộc thành phố là phường Thắng Lợi, xã An Phú và xã Chư Á. 

## Địa lý
Trước khi thực hiện Nghị quyết số 1664/NQ-UBTVQH15, An Phú là xã vùng ven nằm về phía đông cách trung tâm thành phố Pleiku 12km và gồm có 12 thôn, làng:
- Phía đông giáp thị trấn Đăk Đoa
- Phía nam giáp xã Ia Băng, huyện Đăk Đoa
- Phía bắc giáp xã Hà Bầu, huyện Đăk Đoa
- Phía tây giám xã Chư Ă, thành phố Pleiku

## Lịch sử
Theo các nghiên cứu khảo cổ, suốt hàng trăm năm người Jarai đã quần tụ sinh sống từ đỉnh Trà Dom và dọc theo phía tây bắc địa bàn của xã.
Xã An Phú được thành lập ăm 1978 sau khi xác nhập hai xã là An Mỹ và Xã Phú Thọ, ban đầu xã có 6 thôn.
Theo Nghị quyết số 1664/NQ-UBTVQH15 năm 2025, giải thể thành phố Pleiku và thành lập phường An Phú trên cơ sở hợp nhất toàn bộ diện tích tự nhiên và dân số của 3 đơn vị hành chính thuộc thành phố Pleiku là phường Thắng Lợi, xã An Phú và xã Chư Á.

## Văn hóa
Xã có 1 trường Trung học cơ sở, 2 trường Tiểu học, 1 trường Mầm non.